# Финсен, Олаф
Олаф Финсен (фар. Olaf Finsen; 3 февраля 1859, Торсхавн, Фарерские острова — 15 сентября 1937, Копенгаген) — фарерский политический деятель, мэр Торсхавна (1904—1909), первый в истории Фарерских островов фармацевт.

## Биография
Олаф был сыном юриста Ханнеса Финсена из Рейкьявика и его первой жены Джоан Софи Форманн из Фальстера. Его младший брат, Нильс Рю́берг Фи́нсен был выдающимся ученым и физиотерапевтом, обладателем Нобелевской премии по физиологии и медицине. Мать Олафа умерла, когда ему было всего пять лет.
Был женат на Марии Августе Олльгаард (1869-?), дочери судьи Верховного суда Дании Ханса Олльгаарда.

### Карьера фармацевта
В 1879 году он сдал экзамен по фармацевтике в Копенгагене и в 1882 стал кандидатом-фармацевтом. С 6 мая 1883 по 1913 год был фармацевтом в своём родном городе, Торсхавне, с 19 октября 1910 года по 31 декабря 1922 — в датском городе Вайле, а затем вплоть до своей смерти в Копенгагене.

### Политическая карьера
С 1895 по 1909 год Финсен работал в совете муниципалитета Торсхавна, и был первым мэром с 1904 по 1909 в то же время. На тот момент на Фарерских островах не было никаких политических партий, поэтому он был выбран в качестве независимого. Также был директором Сберегательного банка Фарер с 1897 по 1911 год. Стал вице-консулом Норвегии в Дании в 1906—1911 и вице-консулом Германии и Нидерландов в 1907—1909.